# Deutschherrnwiese

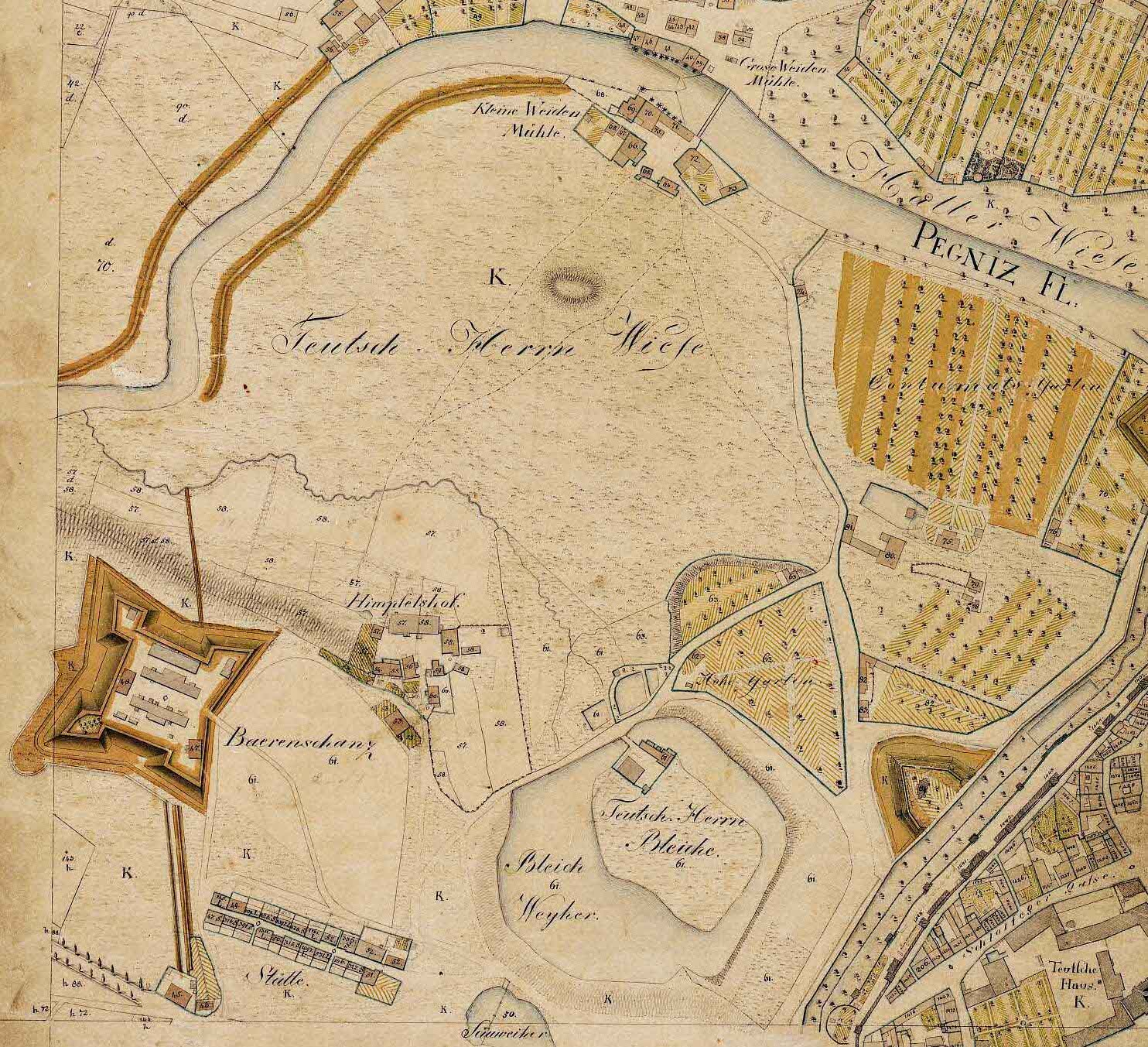
Die Deutschherrnwiese und Umgebung, 1811

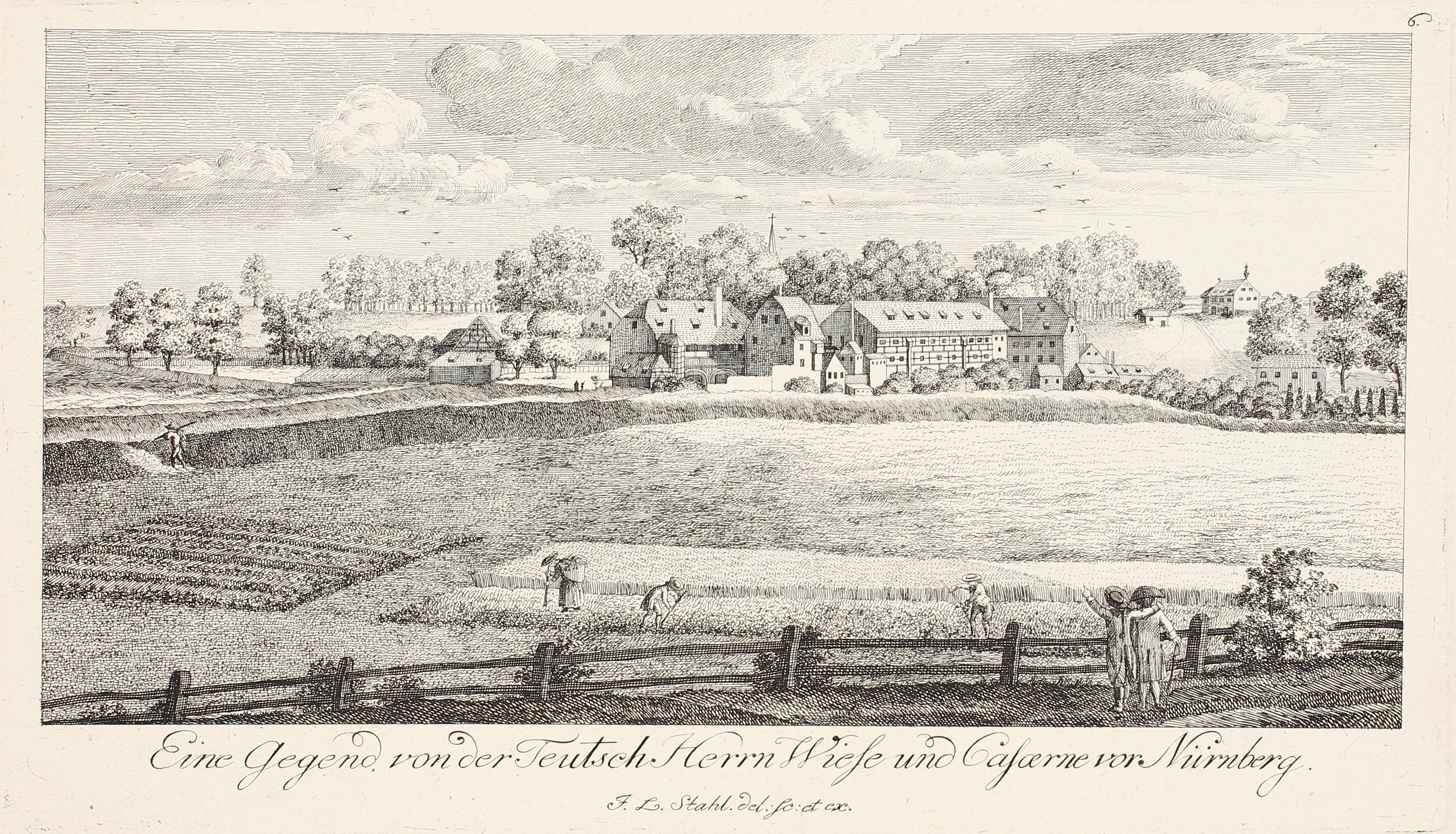
Blick über die Deutschherrnwiese in Richtung St. Johannis, 1785

Die Deutschherrnwiese war eine Freifläche in der Stadt Nürnberg.

## Lage
Das Areal lag ungefähr 500 Meter westlich der Stadtmauer am südlichen Flussufer der Pegnitz. Östlich der Deutschherrnwiese lag der Kontumazgarten, südlich davon der Himpfelshof. An der Nordseite der Wiese befand sich die Kleinweidenmühle.

## Geschichte
Ursprünglich gehörte das Gelände dem Deutschen Orden, der seit 1209 in Nürnberg mit einer Kommende ansässig war und eine Reihe von Besitztümern außerhalb des damaligen Stadtgebietes westlich der Stadtmauer sein Eigen nannte. So waren neben der Deutschherrnwiese auch der Himpfelshof sowie die Kleinweidenmühle (bis 1431) Eigentum des Ordens.
Bei der Säkularisation infolge des Reichsdeputationshauptschlusses im Jahr 1806 wurde die Deutschordenskommende Nürnberg aufgelöst und die Deutschherrnwiese fiel an das Königreich Bayern. Auf dem Areal wurde 1829 ein Exerzierplatz eingerichtet.
Um die Jahrhundertwende vom 19. zum 20. Jahrhundert wurde das Gelände als Sportplatz genutzt. Im Mai 1900 gründeten einige Gymnasiasten, die dort Rugbyspiele austrugen, in einer naheliegenden Gaststätte den 1. FC Nürnberg. Der Verein trug seine ersten Heimspiele auf der Deutschherrnwiese aus, ehe man 1905 auf den Sportplatz an der Ziegelgasse umzog.
Von 1919 bis 1924 sowie in den Jahren 1940 und 1941 fand das Nürnberger Volksfest auf der Deutschherrnwiese statt. Mit Ausnahme einer der Stadt Nürnberg gehörenden Sportanlage ist die ehemalige Wiesenfläche heute bebaut.
An den früheren Namen des Areals erinnert die in diesem Bereich verlaufende Deutschherrnstraße, in der unter anderem das Finanzgericht Nürnberg seinen Sitz hat.